# 覃伟中
覃伟中（1971年7月3日—），男，汉族，广西玉林人，生于吉林省吉林市，中华人民共和国政治人物。清华大学在职工学博士学位，高级工程师。现任中国共产党深圳市委员会副书记、深圳市人民政府市长。

## 生平
1993年毕业于清华大学化学工程系高分子化工专业、自动化系电子与计算机技术专业；1996年取得清华大学化学工程系高分子材料专业硕士学位，后进入中国石化总公司工作。2017年任中国石油天然气集团公司副总经理。
2019年3月，任广东省人民政府副省长。2021年4月，任广东省深圳市委副书记、市人民政府代市长。2021年5月19日，在深圳市七届人大一次会议上当选深圳市市长。之后，当选第二十届中央委员会候补委员、第十四届全国人大代表。